# 藤岡善信
藤岡 善信（ふじおか よしのぶ、1976年 - ）は浄土真宗本願寺派の僧侶。スタッフが全員僧侶という「坊主バー」のマスターで、僧侶からなる楽隊「坊主バンド」のリーダーである。音楽家としては「Zennen（善念）」、「色即是空男」（しきそくぜくうお）という名義も使う。僧侶が経営するバーやカフェの先駆者の一人である。

## 来歴

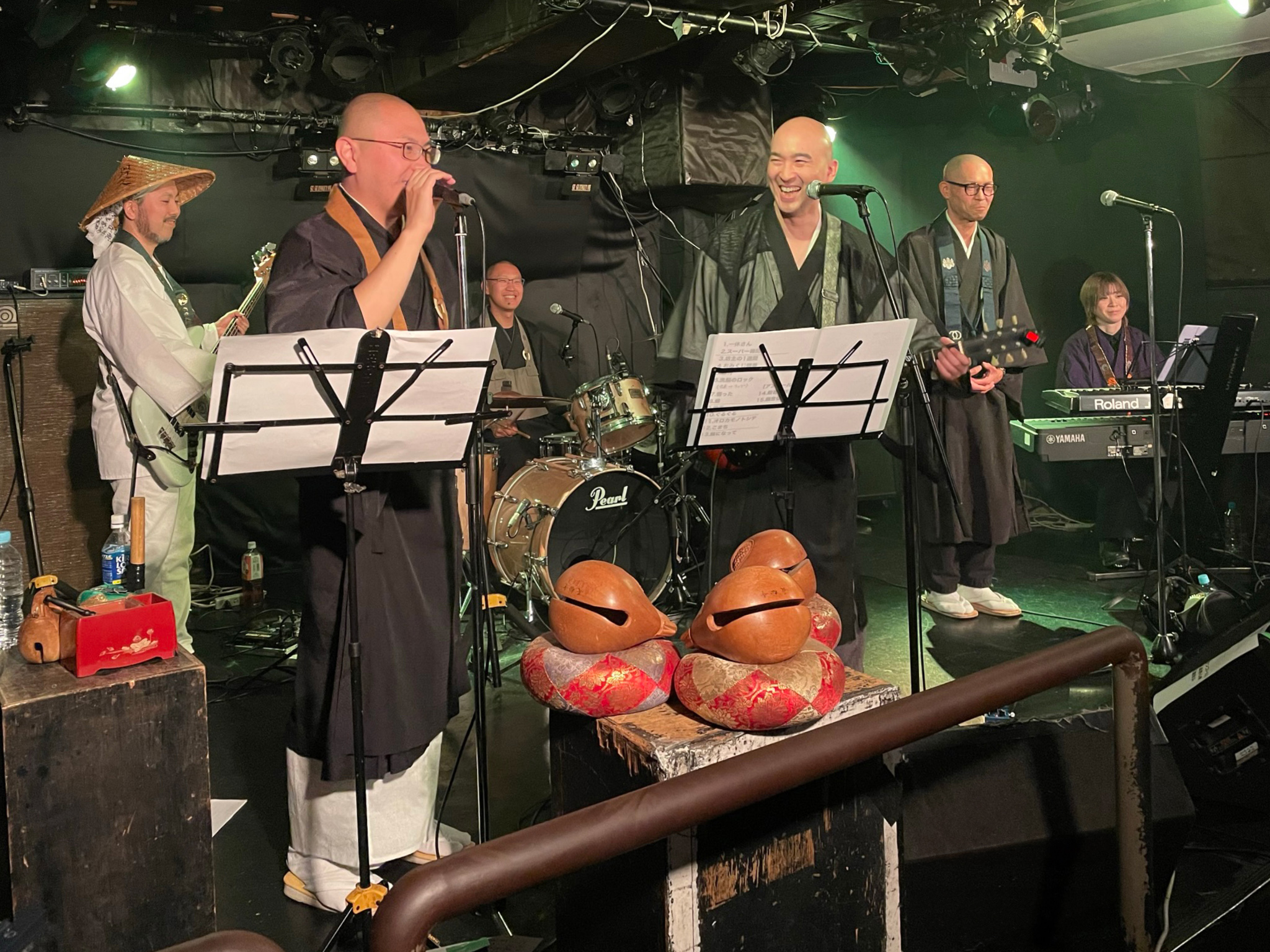
「坊主バンド」のライブ（2023年）。前列左から2番目がZennen（善念）こと藤岡善信。

岡山県で誕生。幼少の頃に母親が出家し、熱心な信仰者の祖母に引き取られ、仏教に惹かれる。
15歳の時にボブ・ディランに出会い衝撃を受け渡米を志したが、周囲の反対もあり高校に通い、ボクサーになる。駒澤大学に入学。在学中、仏教詩人の坂村真民と出会い、仏教への傾倒を深める。インドに渡りマザー・テレサと面談。日本に帰国後、親鸞の「罪業深重の凡夫」という言葉に出会い、駒澤大学仏教学部を卒業後、浄土真宗本願寺派の僧侶となる。僧侶となったあとも、ブラジルに渡り半年音楽を学ぶなど音楽活動を続ける。
2000年9月、東京都新宿区荒木町に「坊主バー」をオープン。浄土真宗以外の他宗派の僧侶もスタッフとして在籍し、毎晩、短い法要と法話を行い、客が気軽に仏教にふれることができる、というユニークなコンセプトで、国内のみならず海外にも知られる。
2008年、フィンランドの映画監督ピルヨ・ホンカサロ が藤岡善信を追ったドキュメンタリー映画 「“糸”～道を求める者の日記～」（フィンランド語原題：ITO - Seitti - Kilvoittelijan päiväkirja　英題：Ito: A Diary of an Urban Priest)を発表。この作品は2009年1月以降、NHKのBSハイビジョンでも何度か放送された。
2010年、坊主バーのスタッフの僧侶たちと「坊主バンド」を結成。バンドのリーダー（「Zennen（善念）」名義）として作詞作曲、ボーカル、ギターを担当。「坊主バンド」は、仏教の教えや僧侶の日常の本音などを題材とした自作の歌をライブハウスで披露したり、YouTubeで配信。キリスト教の「牧師バンド」との対バンや、神道の神主とのコラボなど画期的な音楽活動も話題となり、英国のBBCやロイター、米国のCNN等のニュースでも紹介される。

## 著書
- 『一行念仏で幸せになる』（宝島社、2013年）
- 『大切な人を亡くしたあなたへお坊さんの話49』（メタモル出版、2016年）